# Ontherus gilli
Ontherus gilli là một loài bọ cánh cứng trong họ Bọ hung (Scarabaeidae).